# Ургюп
Ургюп (тур. Ürgüp) — місто і район в центральній частині Туреччини на території провінції Невшехір. 

## Географія

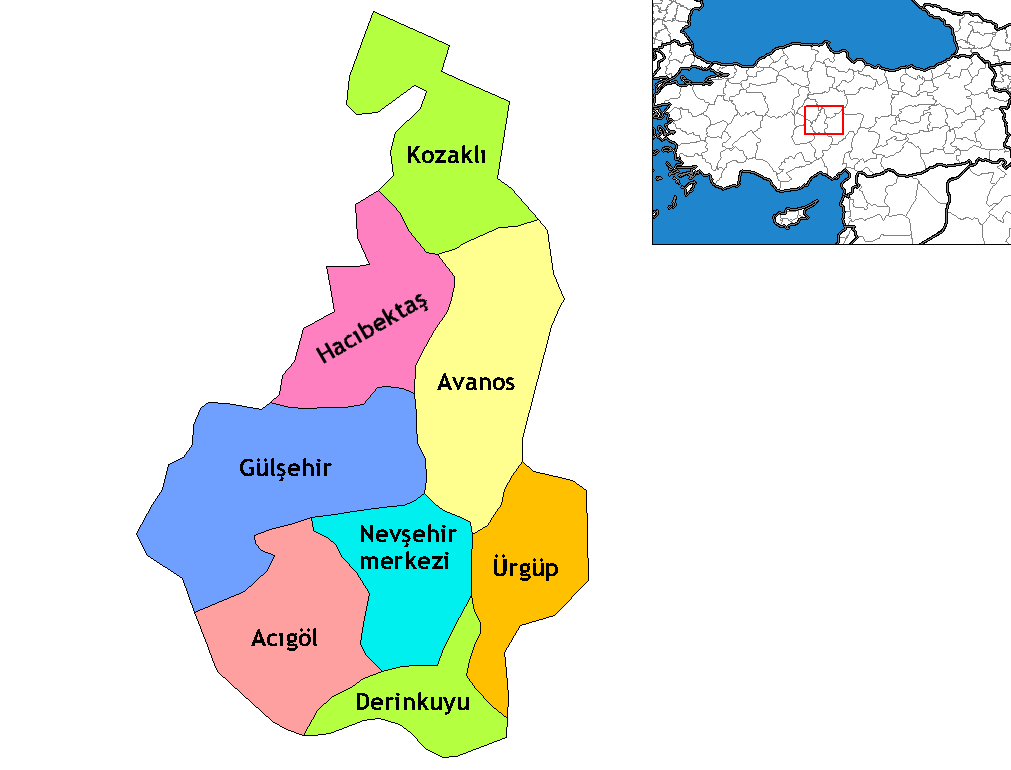
Район Ургюп на адміністративній мапі провінції Невшехір

Місто розташоване в південно-східній частині ілю, на відстані близько 14 кілометрів на схід від міста Невшехір, адміністративного центру провінції. Абсолютна висота — тисячі сорок три метри над рівнем моря. Площа району складає 563 км². 

## Населення
За даними Інституту статистики Туреччини, чисельність населення Ургюп 2012 року становила 19 116 осіб, з яких чоловіки становили 49,4%, жінки — 50,6%. Динаміка чисельності населення міста за роками: 
| 1990   | 1997   | 2000   | 2007   | 2012   |
| ------ | ------ | ------ | ------ | ------ |
| 11 040 | 13 295 | 14 538 | 15 456 | 19 116 |

## Економіка і транспорт
Основу економіки міста складає сільськогосподарське виробництво. У місті та його околицях вирощують картоплю, фрукти, зернові культури, цукровий буряк, квасоля, нут та інші. Широко розвинене виноградарство. Тваринництво розвинене слабо через нестачу пасовищних площ. Найближчий аеропорт розташований в місті Невшехир. 

## Відомі мешканці
У першій половині XVIII столітті в місті проживав православний святий Іоан Руський. 

## Міста-побратими
- Лариса